# The Giant Gila Monster
The Giant Gila Monster (Gila el monstruo gigante en Hispanoamérica) es una película estadounidense de ciencia ficción y horror estrenada en 1959, dirigida por Ray Kellogg y producida por Ken Curtis. La película fue protagonizada por Don Sullivan (un veterano en el cine de zombis y monstruos), Lisa Simone (representante francesa en el concurso de Miss Universo de 1957), Shug Fisher y Ken Knox. La película es considerada en la actualidad como un clásico de culto.

## Sinopsis
Pat Wheeler y Liz Humphries son asesinados en su auto por un monstruo de gila enorme que se dirige a atacar un pueblo. Un joven llamado Chase Winstead se entera de la situación y se encamina a salvar a la gente del pueblo tratando de exterminar al gigantesco lagarto.

## Reparto
- Don Sullivan como Chase Winstead.
- Lisa Simone como Lisa.
- Fred Graham como el comisario Jeff.
- Shug Fisher como Harris.
- Bob Thompson como Wheeler.
- Janice Stone como Missy Winstead.
- Ken Knox como Horatio Alger.
- Gay McLendon como Winstead.
- Don Flournoy como Gordy.
- Cecil Hunt como Compton.
- Stormy Meadows como Agatha Humphries.
- Howard Ware como Ed Humphries.
- Pat Reeves como Rick.
- Jan McLendon como Jennie.
- Jerry Cortwright como Bob.
- Beverly Thurman como Gay.
- Clarke Browne como Chuck.
- Grady Vaughn como Pat Wheeler.
- Desmond Doogh como el autoestopista.
- Ann Sonka como Whila.
- Yolanda Salas como Liz Humphries.